# Nationalliga A (1996/1997)
Nationalliga A (1996/1997) – 99. edycja najwyższej piłkarskiej klasy rozgrywkowej w  Szwajcarii. Rozpoczęły się 10 lipca 1996 roku, zakończyły się natomiast 4 czerwca 1997 roku. W rozgrywkach wzięło udział dwanaście drużyn. Mistrzowski tytuł wywalczyła drużyna FC Sion. Królem strzelców ligi został Viorel Moldovan z Grasshoppers Zurych, który zdobył 27 goli.

## Drużyny
| Uczestnicy poprzedniej edycji                                                                                 | Uczestnicy poprzedniej edycji | Uczestnicy poprzedniej edycji | Uczestnicy poprzedniej edycji |
| --- | ----------------------------- | ----------------------------- | ----------------------------- |
| GRA | Grasshopper Club Zurych       | 1                             |                               |
| SIO | FC Sion                       | 2                             |                               |
| NEU | Neuchâtel Xamax               | 3                             |                               |
| AAR | FC Aarau                      | 4                             |                               |
| LUZ | FC Luzern                     | 5                             |                               |
| BAS | FC Basel                      | 6                             |                               |
| SER | Servette FC                   | 7                             |                               |
| GAL | FC Sankt Gallen               | 8                             |                               |
| YBO | BSC Young Boys                | 9                             |                               |
| ZUR | FC Zürich                     | 10                            |                               |
| LAU | FC Lausanne-Sport             | 11                            |                               |
| LUG | FC Lugano                     | 12                            |                               |
| Oznaczenia: - kolumna pierwsza – skróty nazw drużyn, - kolumna trzecia – miejsce zajęte w poprzednim sezonie. |                               |                               |                               |

## Sezon zasadniczy

### Tabela
| Lp. | Drużyna                 | M  | Z  | R  | P  | Bramki | Bramki | Różn. | Pkt | Uwagi              |
| --- | ----------------------- | -- | -- | -- | -- | ------ | ------ | ----- | --- | ------------------ |
| 1   | Neuchâtel Xamax         | 22 | 12 | 8  | 2  | 36     | 20     | +16   | 44  | Grupa mistrzowska  |
| 2   | Grasshopper Club Zurych | 22 | 10 | 9  | 3  | 42     | 27     | +15   | 39  | Grupa mistrzowska  |
| 3   | FC Sion                 | 22 | 9  | 10 | 3  | 33     | 21     | +12   | 37  | Grupa mistrzowska  |
| 4   | FC Aarau                | 22 | 9  | 8  | 5  | 21     | 14     | +7    | 35  | Grupa mistrzowska  |
| 5   | FC Lausanne-Sport       | 22 | 9  | 7  | 6  | 35     | 32     | +3    | 34  | Grupa mistrzowska  |
| 6   | FC Sankt Gallen         | 22 | 6  | 10 | 6  | 20     | 26     | −6    | 28  | Grupa mistrzowska  |
| 7   | FC Zürich               | 22 | 6  | 9  | 7  | 24     | 25     | −1    | 27  | Grupa mistrzowska  |
| 8   | FC Basel                | 22 | 5  | 11 | 6  | 32     | 32     | 0     | 26  | Grupa mistrzowska  |
| 9   | Servette FC             | 22 | 5  | 9  | 8  | 24     | 25     | −1    | 24  | Grupa awans/spadek |
| 10  | FC Luzern               | 22 | 4  | 11 | 7  | 27     | 32     | −5    | 23  | Grupa awans/spadek |
| 11  | FC Lugano               | 22 | 2  | 9  | 11 | 14     | 32     | −18   | 15  | Grupa awans/spadek |
| 12  | BSC Young Boys          | 22 | 3  | 3  | 16 | 17     | 39     | −22   | 12  | Grupa awans/spadek |

## Grupa mistrzowska
| Lp. | Drużyna                 | M  | Z | R | P | Bramki | Bramki | Różn. | Pkt | Uwagi                                       |
| --- | ----------------------- | -- | - | - | - | ------ | ------ | ----- | --- | ------------------------------------------- |
| 1   | FC Sion                 | 14 | 9 | 3 | 2 | 18     | 10     | +8    | 49  | Liga Mistrzów UEFA • I runda kwalifikacyjna |
| 2   | Neuchâtel Xamax         | 14 | 6 | 6 | 2 | 22     | 14     | +8    | 46  | Puchar UEFA • I runda kwalifikacyjna        |
| 3   | Grasshopper Club Zurych | 14 | 7 | 4 | 3 | 37     | 18     | +19   | 45  | Puchar UEFA • I runda kwalifikacyjna        |
| 4   | FC Lausanne-Sport       | 14 | 8 | 2 | 4 | 20     | 16     | +4    | 43  |                                             |
| 5   | FC Aarau                | 14 | 3 | 4 | 7 | 17     | 22     | −5    | 31  |                                             |
| 6   | FC Sankt Gallen         | 14 | 3 | 4 | 7 | 13     | 26     | −13   | 27  |                                             |
| 7   | FC Zürich               | 14 | 1 | 7 | 6 | 9      | 18     | −9    | 24  |                                             |
| 8   | FC Basel                | 14 | 3 | 2 | 9 | 16     | 28     | −12   | 24  |                                             |

## Grupa awans/spadek
| Lp. | Drużyna           | M  | Z | R | P | Bramki | Bramki | Różn. | Pkt | Uwagi                                   |
| --- | ----------------- | -- | - | - | - | ------ | ------ | ----- | --- | --------------------------------------- |
| 1   | Servette FC       | 14 | 7 | 4 | 3 | 18     | 10     | +8    | 25  |                                         |
| 2   | Étoile Carouge FC | 14 | 7 | 3 | 4 | 15     | 13     | +2    | 24  |                                         |
| 3   | FC Luzern         | 14 | 6 | 5 | 3 | 16     | 12     | +4    | 23  | Puchar Zdobywców Pucharów • 1/32 finału |
| 4   | SC Kriens         | 14 | 6 | 4 | 4 | 22     | 16     | +6    | 22  |                                         |
| 5   | BSC Young Boys    | 14 | 5 | 5 | 4 | 19     | 17     | +2    | 20  |                                         |
| 6   | FC Solothurn      | 14 | 3 | 5 | 6 | 9      | 17     | −8    | 14  |                                         |
| 7   | FC Lugano         | 14 | 2 | 5 | 7 | 11     | 17     | −6    | 11  |                                         |
| 8   | FC Schaffhausen   | 14 | 2 | 5 | 7 | 13     | 21     | −8    | 11  |                                         |

## Najlepsi strzelcy
27 bramek
- Viorel Moldovan (Grasshopper Club Zurych)

19 bramek
- Gaetano Giallanza (FC Basel)

16 bramek
- Adrian Kunz (Neuchâtel Xamax)
- Souleymane Sané (FC Lausanne-Sport)

15 bramek
- Kubilay Türkyılmaz (Grasshopper Club Zurych)
- Vladan Lukić (FC Sion)

13 bramek
- Patrick De Napoli (FC Aarau)